# Patrón de embarcaciones de recreo

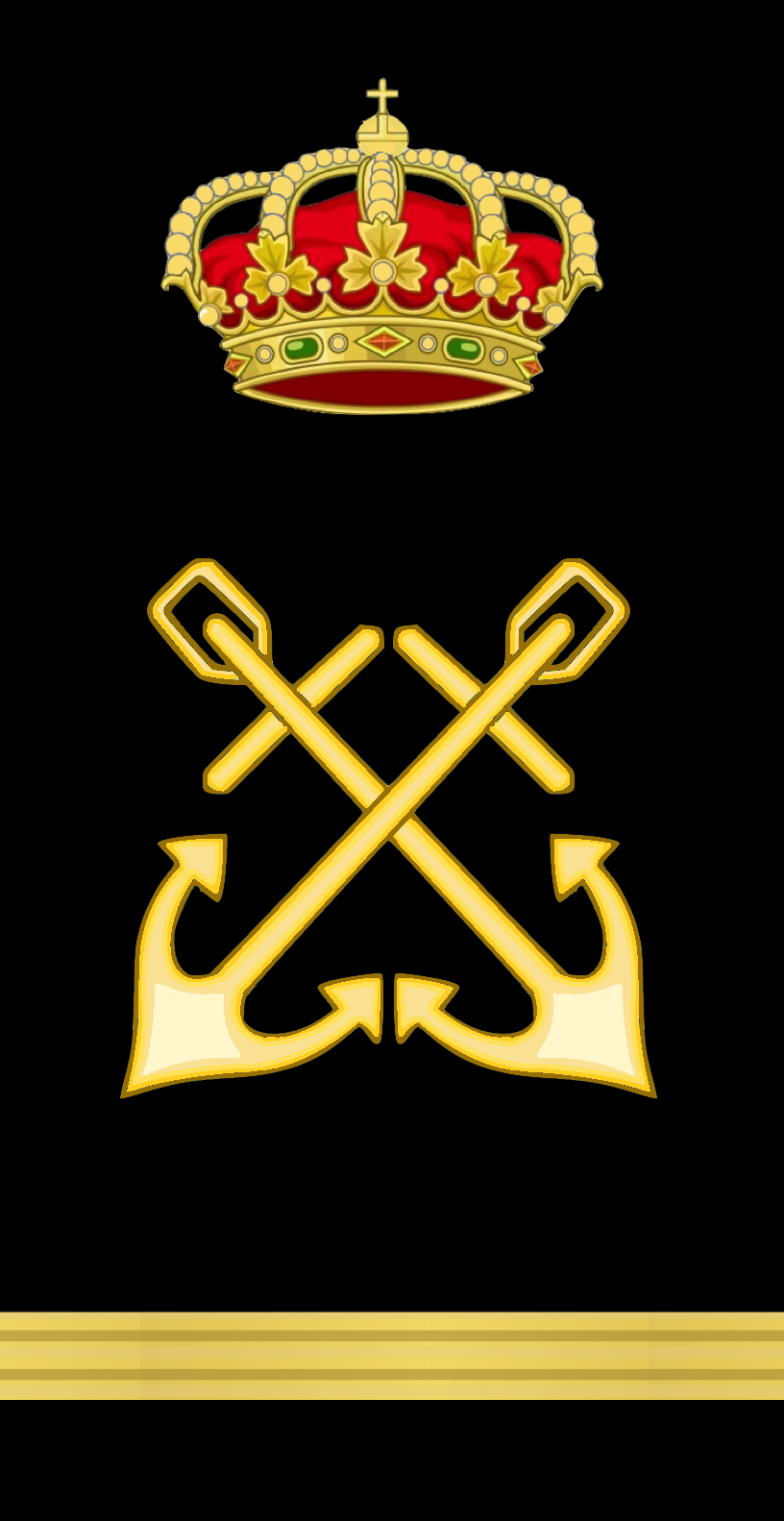
Distintivo de patrón de embarcaciones de recreo.

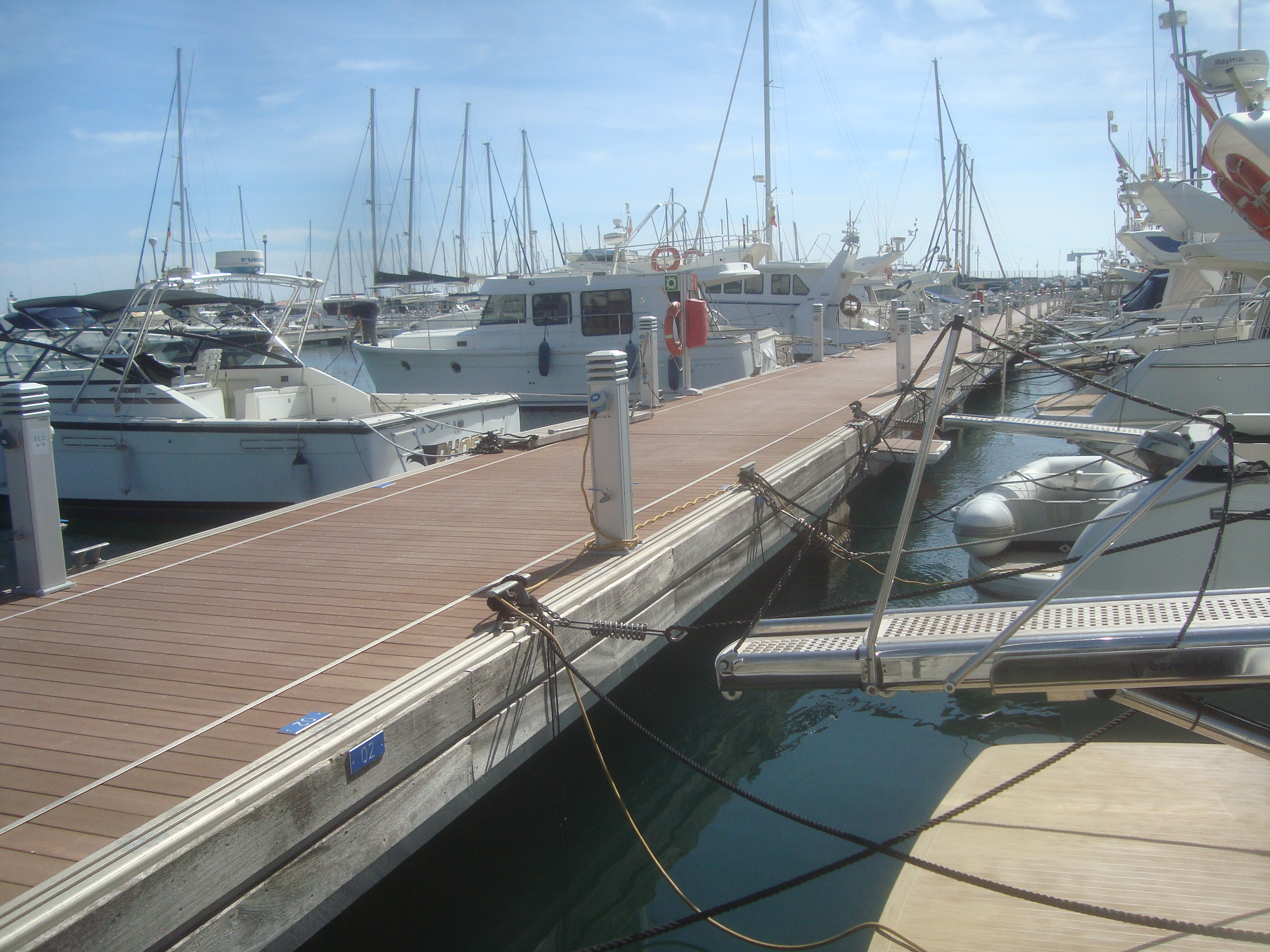
Embarcaciones de recreo y deportivas.

Patrón de Embarcaciones de Recreo (PER) es un título náutico que autoriza a gobernar embarcaciones de recreo bajo pabellón español. Las condiciones que regulan las titulaciones náuticas de embarcaciones de recreo pertenecen a la Dirección General de la Marina Mercante (DGMM), dependiente del Ministerio de Fomento de España. No obstante, las comunidades autónomas tienen delegadas las competencias en la expedición de este título.

## Atribuciones
Gobierno de embarcaciones de recreo a motor o motor y vela de hasta quince metros de eslora, para la navegación que se efectúe en la zona comprendida entre la costa y la línea paralela a la misma trazada a 12 millas, así como la navegación interinsular en los archipiélagos balear y canario. Podrán gobernar motos náuticas.
Si se realizan las prácticas de navegación se podrán gobernar embarcaciones de recreo a motor de hasta 24 metros de eslora, así como navegar entre Península Ibérica e Islas Baleares.
Si se realizan las prácticas de vela, se podrán gobernar embarcaciones de recreo a vela, de hasta quince metros de eslora o bien hasta veinticuatro metros de eslora si también se han realizado las prácticas de navegación.
| Distintivo | Título                              | Eslora max. (metros)                                                            | Zona (millas)     | Moto náutica | Notas |
| ---------- | ----------------------------------- | ------------------------------------------------------------------------------- | ----------------- | ------------ | --- |
|            | Capitán de yate                     | Embarcaciones de recreo: 24 Buques de recreo: sin límite (arqueo max.: 3000 GT) | Sin límite        | A            | Habilitación vela independiente                                                                                       |
|            | Patrón de yate                      | 24                                                                              | 150               | A            | Habilitación vela independiente                                                                                       |
|            | Patrón de embarcaciones de recreo   | 15 (→24)                                                                        | 12 (→Baleares)    | A            | Habilitación vela independiente. Habilitación 24 m. y navegación a Baleares opcional                                  |
|            | Patrón de navegación básica         | 8                                                                               | 5                 | A            | Habilitación vela independiente                                                                                       |
| —          | Licencia de navegación              | 6                                                                               | 2                 | A            | Navegación diurna |
| —          | Autorización federativa ("titulín") | 6 (potencia max.: 40 kW)                                                        | Zonas delimitadas | —            | Navegación diurna (obsoleta; sustituida por Licencia de navegación, posibilidad de canje realizando 4h. de practicas) |
| —          | Sin título                          | motor: 5 (potencia max.: 11,26 kW)                                              | 2                 | —            | Navegación diurna |
| —          | Sin título                          | vela: 6                                                                         | 2                 | —            | Navegación diurna |

## Requisitos para su obtención

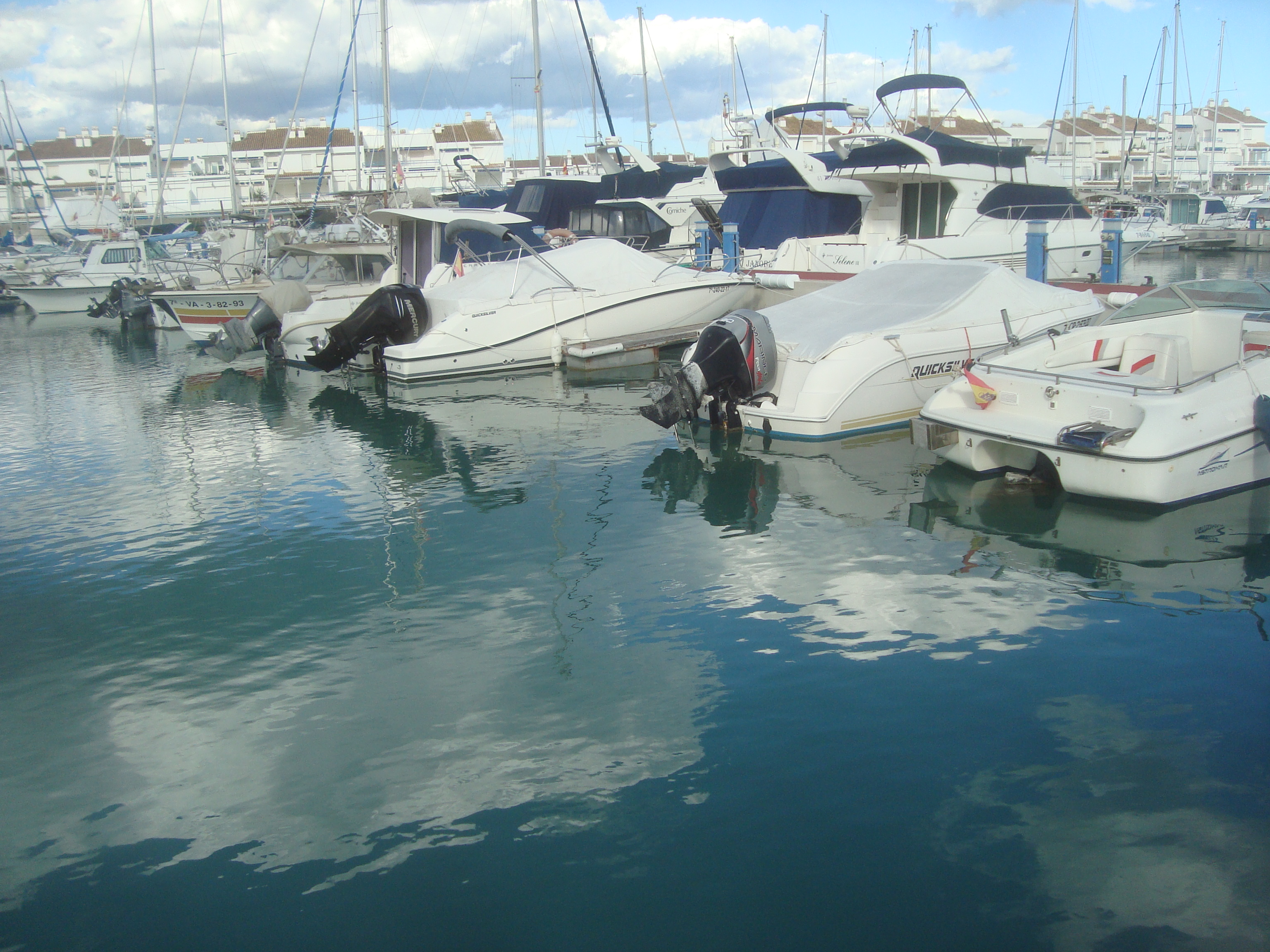
Embarcaciones de recreo amarradas en el "Puerto Deportivo Las Fuentes" de Alcossebre.

### Modo normal
- Haber cumplido dieciocho años de edad.
- Superar un reconocimiento médico en centro homologado (los mismos que para carnet de conducir).  En el caso de aportar un reconocimiento para permiso de conducir vehículos terrestres a motor, (siempre que no hayan pasado más de dos años de su realización), se deberá aportar revisión de visión ocular en centro homologado a los efectos de diferenciar los colores, especialmente el rojo y verde.
- Aprobar un examen teórico.
- Realizar las prácticas básicas de seguridad y de navegación de al menos dieciséis horas, en forma de singladura en varios días, como máximo se podrá navegar ocho horas cada día.
- Efectuar unas prácticas reglamentarias de radiocomunicaciones, sistema SMSSM, cuya duración no podrá ser inferior a dos horas, que se realizarán en aula, en un simulador homologado de una escuela autorizada.
- Realizar unas prácticas de navegación a vela (sólo en el caso de la modalidad motor y vela), la duración no podrá ser inferior a 16 horas y se realizarán en régimen de singladura en una embarcación de una escuela legalmente autorizada. Estas prácticas son comunes a todas las titulaciones de recreo y solo será necesario realizarlas una única vez.
- Realización de la práctica reglamentaria de navegación de 24h de duración en régimen de travesía, esta práctica habilita el gobierno de embarcaciones hasta los 24 m de eslora y el cruce península islas Baleares. Esta práctica se puede realizar en combinación con la práctica de vela teniendo entonces una duración de cuarenta y ocho horas en régimen de travesía.
- Solicitar la expedición del título.[3]

### Modo alternativo

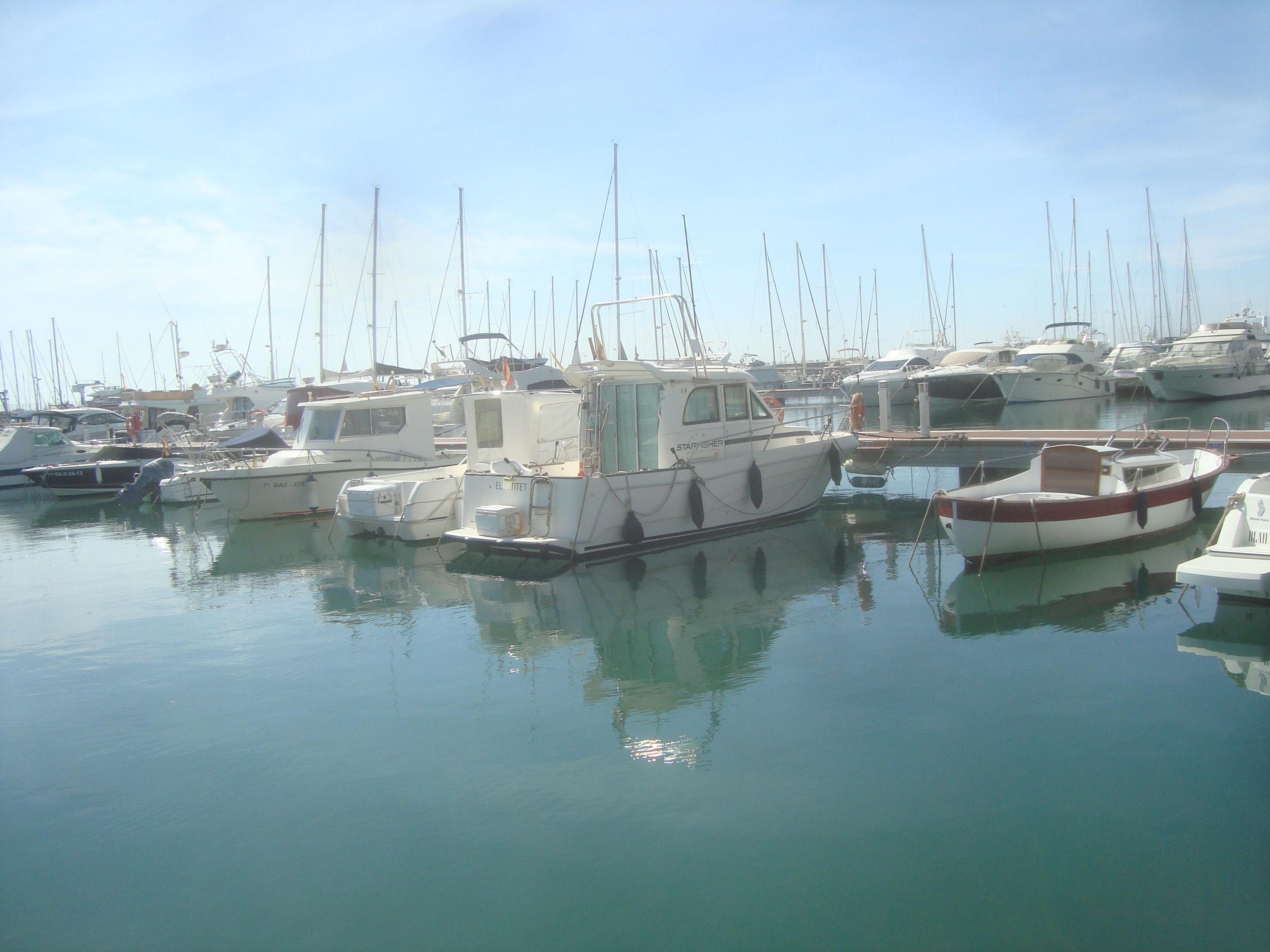
Embarcaciones de Recreo.

- Embarcaciones de Recreo.Por convalidación a partir de un título marítimo-pesquero con mayores atribuciones.

## Contenido del examen teórico tipo test
El examen tendrá una duración máxima de una hora y media.
| Temas                        | Preguntas | Máximo fallos              |
| ---------------------------- | --------- | -------------------------- |
| Nomenclatura Náutica         | 4         |                            |
| Elementos de amarre y fondeo | 2         |                            |
| Seguridad en la Mar          | 4         |                            |
| Navegación:Carta náutica     | 4         | Máximo 2 fallos            |
| Maniobra                     | 2         |                            |
| Emergencias en el mar        | 3         |                            |
| Meteorología                 | 4         |                            |
| Reglamento RIPA              | 10        | Máximo 5 fallos            |
| Balizamiento                 | 5         | Máximo 2 fallos            |
| Legislación                  | 2         |                            |
| Teoría de la navegación      | 5         |                            |
| Total                        | 45        | Máximo errores totales: 13 |

- Las prácticas para obtener la habilitación a vela se realizarán una sola vez, y tendrán validez para acceder a cualquiera de los títulos de capitán de yate, patrón de yate y patrón de embarcaciones de recreo. Su duración no será inferior a dieciséis horas cuando se realicen de forma individual.
- Los títulos no tienen caducidad, no obstante las tarjetas (documento tipo carnet) tendrán un período de validez de diez años. Transcurridos los mismos deberán renovarse.